# Glyoxylatcykeln

Överblick av glyoxylatcykeln. De tre första intermediärerna förekommer även i citronsyracykeln. Därefter klyvs isocitrat till succiant och glyoxylat i en reaktion som katalyseras av isocitratlyas.

Glyoxylatcykeln, är en variant av citronsyracykeln som är renodlat anabol. Den har en roll i biosyntesen av kolhydrater hos ett flertal organismer tillhörande växter, bakterier, protister och svampar. Cykeln grundar sig i omvandlandet av acetyl-CoA till succinat, som sedan har möjligheten att omsyntetiseras till kolhydrater via glukoneogenesen. I allmänhet anses inte glyoxylatcykeln existera hos djur, undantaget rundmaskar i ett tidigt embryostadie. På senare år dock har de två nyckelenzymerna isocitratlyas (ICL) och malatsyntas (MS) kunna detekteras i vissa vävnadstyper hos djur. 

## Likheter med citronsyracykeln
Glyoxylatcykeln delar fem av åtta enzymer med citronsyracykeln, citratsyntetas, akonitathydratas, succinatdehydrogenas, fumaras samt malatdehydrogenas. De två cyklerna skiljer sig i att istället för att isocitrat fortsätter katalyseras till alfa-ketoglutarsyra, så klyvs isocitrat till succinat och glyoxylat i en reaktion som katalyseras av isocitratlyas. Detta möjliggör för cykeln att hoppa över dekarboxyleringsstegen i citronsyracykeln och tillåter därför korta och simpla kolkällor att konverteras till makromolekyler, däribland glukos. Glyoxylat omvandlas i sin tur till malat i en reaktion som katalyseras av MS.